# 太平站 (霹雳)
太平站位于马来西亚霹雳州太平火车站路，属于KTM城际铁路和KTM通勤铁路北马区。马来亚铁道公司是该车站的主要经营者。太平站也是马来西亚第一个火车站，当时属于全长12.8公里的太平－砵威铁路。该条铁路于1880年动工，1885年2月12日完工，同年6月1日举行通车典礼，是马来西亚第一条铁路。目前的车站已是第三次重建，以迎合于2014年完成的怡保－巴东勿刹双轨电气化工程。

## 主要线路
- 巴东勿刹或北海往返吉隆坡中央车站或昔加末（ETS）
- 北海往返怡保（通勤铁路）

而ETS包含了以下三种服务：
- 白金
  - 巴东勿刹往返吉隆坡中央车站（每日4对）
  - 北海往返吉隆坡中央车站（每日5对）
- 快车
  - 巴东勿刹往返吉隆坡中央车站（每日1对）
  - 北海往返吉隆坡中央车站（每日1对）
- 金色
  - 巴东勿刹往返昔加末（每日1对）
  - 北海往返昔加末（每日1对）

## 历史
全马第一个火车站于1885年建在现有爱德华七世小学的校址，并由休·洛爵士（Sir Hugh Low）开幕。本站是马来西亚第一条铁路线太平－砵威（Port Weld，现称十八丁，Kuala Sepetang）铁路的东端终点站，其轨道在1980年代被拆除，使得这条铁路不复存在。
过后介于1890至1900年之间，第二个太平火车站建于火车站路，如今已超过百年。旧有的车站建筑在怡保－巴东勿刹双轨电气化工程下被改建为一个美食站和展览室。
新车站建筑建于旧车站东北部，并在2014年2月27日投入运作。随即KTM电动列车服务在2015年7月11日正式开始为该站提供快速的铁路服务。新车站前后设有停车场，唯车辆分配不均匀使得一边的停车位过剩而另一边则爆满。
2024年8月1日，本站已新增吉隆坡中央往返巴东勿刹或北海的特快班次。因这班次仅停靠较少的主要车站，而方便乘客更快速抵达目的地。